# Criterios SMART
Por criterios SMART se entiende, habitualmente, un conjunto de criterios orientativos para realizar eficazmente la definición y establecimiento, dentro de la gestión de proyectos, de metas y objetivos para diversas áreas. Igualmente este modelo se suele emplear para la evaluación del desempeño personal y profesional. 
| Specific   |
|            |
| Measurable |
|            |
| Achievable |
|            |
| Relevant   |
|            |
| Time-bound |

## Introducción
En 1981, George T. Doran bajo el  acrónimo SMART (en inglés término equivalente a inteligente) agrupaba las iniciales de los criterios que (también con términos ingleses) debían orientar en la definición de metas significativos:
- Specific,
- Measurable,
- Assignable,
- Realistic y
- Time-related,

Normalmente traducidas al español como: 
- Específico,
- Medible,
- Asignable,
- Realista y
- Temporalmente determinada.

Sin embargo, el mismo creador del término lo fue presentando de diferentes maneras y las siglas tienden a mostrar diferentes resoluciones según los autores: p. ej. la A atiende tanto al concepto Alcanzable como Asignable y la R otro tanto con los conceptos Relevante y Realista.

## Historia
En el número de noviembre de 1981 la revista Management Review publicaba un artículo escrito por George T. Doran titulado como "There's a S.M.A.R.T. way to write management's goals and objectives"  (lit. "Hay una manera INTELIGENTE de escribir las metas y objetivos de gestión"). En él analizaba la importancia de establecer metas y las dificultades en su definición.

Ideally speaking, each corporate, department, and section objective should be:

- Specific – target a specific area for improvement.

- Measurable – quantify or at least suggest an indicator of progress.

- Assignable – specify who will do it.

- Realistic – state what results can realistically be achieved, given available resources.

- Time-related – specify when the result(s) can be achieved.

Notice that these criteria don’t say that all objectives must be quantified on all levels of management. In certain situations it is not realistic to attempt quantification, particularly in staff middle-management positions. Practicing managers and corporations can lose the benefit of a more abstract objective in order to gain quantification. It is the combination of the objective and its action plan that is really important. Therefore, serious management should focus on these twins and not just the objective.
Idealmente, cada objetivo de una empresa, departamento o equipo debería ser:

- Específico – centrarse en un área o tema específico para su desarrollo.

- Medible – cuantificar o al menos sugerir un indicador de progreso.

- Asignable – especifique quién lo hará.

- Realista: considere resultados que se pueden lograr de manera realista, dados los recursos disponibles.

- Relacionado con el tiempo: especifica cuándo se pueden lograr los resultados.

Téngase en cuenta que estos criterios no exigen que todos los objetivos deban cuantificarse en todos los niveles de gestión. En determinadas situaciones, no es realista intentar cuantificarlo, sobre todo en puestos de gestión media. Las empresas y los gerentes pueden perder el beneficio de un objetivo más abstracto en la búsqueda de obtener cuantificación. Es la combinación del objetivo con el plan de acción lo que es realmente importante. Por lo tanto, los gerentes deben centrarse en esta combinación y no sólo en el objetivo.
George T. Doran, «There's a S.M.A.R.T. way to write management's goals and objectives», 1981

## Definiciones actuales
Cada letra de la palabra SMART se refiere a diferentes criterios para definir metas. Hay alguna variación en el uso, pero los criterios normalmente aceptados son:
| Letra | Uso más común                                      | Usos alternativos |
| ----- | -------------------------------------------------- | --- |
| S     | Específico                                         | Estratégico |
| M     | Medible                                            | Motivante o motivadora |
| A     | Alcazable (traducción de achievable o attainable)  | Atribuíble (definición original); Acordada (o consensuada); orientado a Acciones; Ambivalente; Alineada con metas corporativas; "Acordada, atribuíble y alcanzable" |
| R     | Relevante                                          | Realista; provista de Recursos; Razonable; "Realista y dotada de recursos"; basada en Resultados                                                                    |
| T     | Temporal (traducción de Time-bound o Time-limited) | Trazable; basada en el Tiempo; orientada hacia el tiempo; delimitada en tiempo y coste; Oportuno; Sensible al tiempo; Con plazos; Testable.                         |

Elegir determinadas combinaciones de estas letras puede provocar duplicación, como “Alcanzable” y “Realista”, por ejemplo. El término "acordado" se utiliza a menudo en situaciones donde la apreciación/aprobación de las partes interesadas es un fenómeno deseable.

## Eficacia
En los últimos años varios autores ha cuestionado la eficacia de este método. Pero también, según afirman otros, puede deberse a los abundantes cambios de significado de las siglas que en varios casos lo han empeorado estableciendo conceptos más estrictos respecto a los originales. Además suele caerse en la interpretación de que cada meta definida debe cumplir con los cinco criterios cuando originalmente no se buscaba tal rigidez.